# Alcaide ibne Hamade
Alcaide ibne Hamade (al-Qa'id ibn Hammad) foi emir do Reino Hamádida entre 1028 e sua morte em 1054. Era filho de Hamade ibne Bologuine (r. 1015–1028), o fundador da dinastia reinante. No fim de sua vida recebeu o título honorífico de Xarife Adaulá (em árabe: شرف الدولة; romaniz.: Šarif al-Dawla) pelo qual ficou conhecido.

## Vida
Alcaide era filho do emir Hamade ibne Bologuine (r. 1015–1028), irmão de Maomé, Iúçufe, Alanas e Uiguelane e pai de três filhos: Almocine, Abu Iacni e Uiguelane. Sucedeu Hamade em 1028 e nomeou seu irmão Iúçufe como governador do Magrebe e seu irmão Uiguelane como governador de Hâmeza (Buira, na Cabília). Em 1038/1039, o magraua Hamama de Fez se dirigiu contra Alcaide, mas o emir conseguiu subornar as linhas inimigas, obrigando Hamama a pedir a paz e voltar a Fez. Em 1040/1041, quebrou o pacto que seu pai fez com o emir Almuiz (r. 1016–1062), que marchou contra ele e sitiou sua capital no Alcalá dos Banu Hamade por 2 anos. Em 1042/1043, eles se reconciliaram e chegaram a um acordo.
Tempos depois, Alcaide repudiou a suserania do Califado Fatímida e reconheceu o Califado Abássida. A data desse evento é incerta, mas deve ter sido cerca de 1047, quando Almuiz rompeu laços com o Cairo. Em 1052, enviou um corpo de cavalaria que lutou junto de Almuiz contra os invasores Banu Hilal na desastrosa Batalha de Haidarã. Como provável consequência da destruição de Cairuão pelos invasores, Alcaide reaceitou a suserania fatímida e adquiriu do califa Almostancir (r. 1036–1094) o título honorífico de Xarife Adaulá que antes foi dado a seu primo.